# Затин, Анатолий Борисович
Анатолий Борисович Затин (Anatoly Zatin, Anatoli Zatine; род. 23 марта 1954, Ужгород) — композитор, пианист, дирижёр, педагог. Родился в СССР, получил мексиканское гражданство в 1996 году. Награждён Почётной медалью ЮНИСЕФ (1990) за свою деятельность как пианист и дирижёр. Реципиент медали Моцарта (Мексика, 2015) за вклад в развитие музыкального искусства.

## Образование
Родился 23 марта 1954 года в городе Ужгород в семье музыкантов, начал обучаться музыке в 3 года.
В 1968 году занял первое место на конкурсе молодых композиторов и пианистов в Киеве. Окончил Ленинградскую Консерваторию по классу композиции и оркестрового дирижирования (1977), фортепиано (1979), аспирантуру по классу композиции (1983). В консерватории обучался композиции у Сергея Слонимского, оркестровому дирижированию у Равиля Мартынова Архивная копия от 15 августа 2017 на Wayback Machine и Александра Лукашaвичуса (ученики Ильи Мусина), фортепиано у Юрия Ананьева (ассистент Генриха Нейгауза), Павла Серебрякова и А. Логовинского. Дебютировал как дирижёр с Ленинградским филармоническим оркестром под руководством своего наставника Евгения Мравинского.

## Профессиональная деятельность

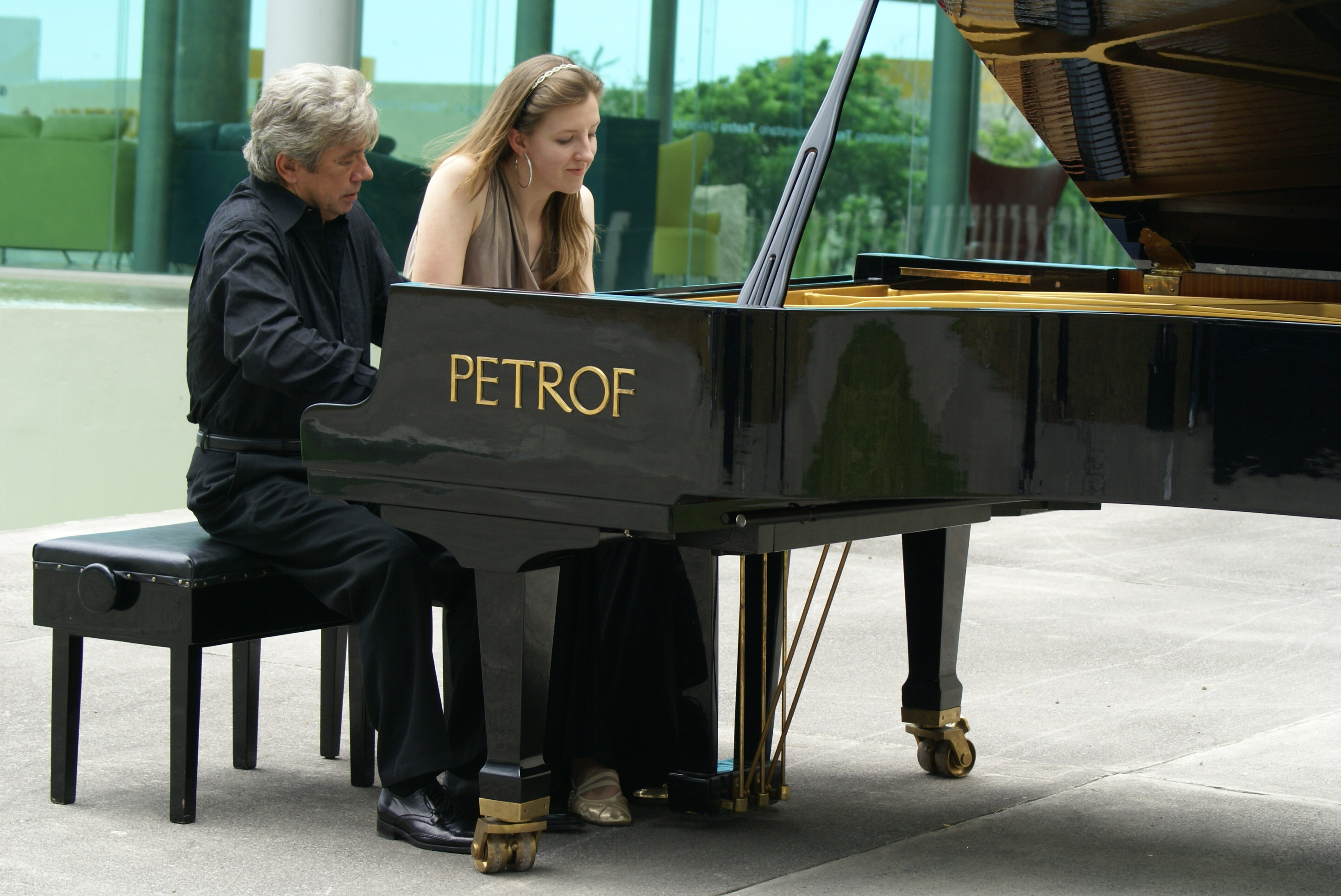
Анатолий Затин и Влада Васильева в составе концертного дуэта Duo Petrof в 2008 году

В 1979 году Анатолий Затин вступил в Союз Композиторов СССР. Работал в Ленинградском музыкальном училище имени Модеста Мусоргского, после окончания учёбы преподавал композицию, оркестровку и камерную музыку в Ленинградской консерватории (1981—1983). В 1979 году завоевал вторую премию на конкурсе имени С. Прокофьева в Ленинграде.
В 1990 году был награждён Почётной медалью ЮНИСЕФ за свою деятельность как пианист и дирижёр. В то время гастролировал по России, Украине, Китаю, Северной Корее, Южной Корее, Японии, Великобритании, Финляндии, Норвегии, Швеции, Эстонии, Венгрии и Италии. В 1980-е годы делал записи с Ленинградским филармоническим оркестром для «Мелодии» и Центрального радио СССР. Совместно с Валерием Семеновским написал спектакли для музыкального театра «Беспечный гражданин» (1985), «Кошмарные сновидения Херсонской губернии» (1987). В 1990—1992 был художественным руководителем и главным дирижёром Екатеринбургского театра музыкальной комедии и камерного оркестра B-A-C-H.
С 1992 года живёт и работает в Мексике. Преподавал в Университете Гвадалахары в 1992—2001 годах, в 1996 году основал собственную музыкальную академию AIMAZ в Гвадалахаре, штат Халиско. С 2001 года является профессором Университета Колимы, где в 2001—2011 руководил музыкальным факультетом, а в 2011—2016 работал деканом Института изящных искусств (IUBA).
В 2003 году основал фортепианный дуэт Duo Petrof вместе со своей ученицей, пианисткой Владой Васильевой. В 2008 получил звание Артиста Петроф. Награждён медалью Моцарта 2015 за вклад в развитие музыкального искусства.
в 2024 году Анатолий Затин в составе фортепианного дуэта Duo Petrof гастролировал по странам Европы, в т.ч. дал сольный концерт в Праге и в зале Корто в Париже. 
За годы творческой деятельности сотрудничал с такими музыкантами как Тимофей Докшицер, Виталий Буяновский, Владимир Кафельников, Онорио Дзаралли, Равиль Мартынов, Владимир Виардо, Дмитрий Башкиров, Жан Дубэ, Джоэл Шпигельман.

## Произведения
Концерты:
- Тройной концерт для валторны, трубы, фортепиано с оркестром (1979)
- Двойной концерт для флейты, клавесина и оркестра (1983)
- Двойной концерт для трубы, фортепиано и струнных (1986)[4]
- Рапсодия для фортепиано с оркестром на темы Нино Рота (1988)[5]

Оперы / Мюзиклы:
- Беспечный Гражданин: Музыкальные сцены (1985)
- Кошмарные Сновидения в Херсонской Губернии: Opera Buffa (1987)
- Любовь до гроба: Музыкальный спектакль (1990)

Балеты:
- Вождь Краснокожих
- Фея

Фортепиано:
- 3 пьесы: инвенция, траурная музыка, танец (1972)
- Вариации для фортепиано (1973)
- Соната № 1 (1977)
- Соната № 2 «Тени» (1981)
- «Паганини» Фантазия в 6 этюдах (1987)
- Поэма (2006)

Симфонические произведения:
- Музыка для оркестра (1974)
- Концерт для оркестра (1976)
- Симфония (1977)

Камерная музыка / ансамбли:
- «Величальная» для ансамбля виолончелистов (1982)
- Три танца, для ансамбля виолончелистов (1982)
- «Посвящение» для ансамбля скрипачей (1983)
- Соната для валторны и фортепиано (1983)
- Соната для альта и фортепиано (1983)
- Полька для фортепиано в 4 руки и свистка (версия для струнного квинтета и фортепиано в 4 руки) (2000)
- Сюита из балета Сергея Слонимского « Икар» для 2-х фортепиано (2008)
- Харабе Тапатио для двух фортепиано (2010)
- Гексамерон: обработка для 2 фортепиано в 12 рук (2011)
- Картинки с выставки: версия для 2-х фортепиано (2019)
- Танец золотой змеи, для 2-х фортепиано (2019)

Вокальная музыка:
- Веселые Истории: Кантата для детского хора (1984)[6]

Опера/мюзиклы/спектакли:
- Беспечный гражданин: музыкальные сцены (1985)https://www.muzkom.net/about/repertoire/bespechnyy-grazhdanin
- Кошмарные сновидения в Херсонской Губернии (1987)
- Любовь до гроба (1990)

Кино / ТВ:
- Воздушный хоровод, реж. И. Трахтенгерц (1985)
- Водная фантазия, реж. И. Трахтенгерц (1986)
- Опасный человек (И. Шадхан, 1988)
- Abril, el mes más cruel / « Апрель, самый жестокий месяц» (Борис Гольденбланк, Мексика, 1993)[7]

Произведения для других инструментов:
- 3 этюда для виолончели (1984)